# Gossamer Folds
Gossamer Folds een Amerikaanse dramafilm uit 2020, geregisseerd door Lisa Donato.

## Verhaal
Het is 1986 en de 10-jarige Tate verhuist met ouders, Frannie en Billy van een grote stad naar een kleine stad in de buurt van Kansas City. Zijn ouders hebben dit boven zijn hoofd besloten om hun huwelijk te redden, maar ze blijven ruzie maken. De jongen vindt troost bij de gepensioneerde universiteitsprofessor en zijn dochter Gossamer. Tate's vader had vanaf het begin zijn nieuwe buren in gedachten en wil niet dat zijn zoon interactie heeft met de jonge transvrouw. Tate negeert echter de bevelen van zijn vader om Gossamer te spreken.
De twee worden vrienden. Terwijl zijn moeder Frannie trouwjurken naait, verdient Gossamer de kost door jurken te naaien voor shows in Kansas City en brengt ze tijd door thuis met haar vader Edward en vriend Jimbo. Tate, die intussen heeft gemerkt dat het moeilijk is om jongens van dezelfde leeftijd als vrienden in dit gebied te vinden, heeft er een hobby van gemaakt om nieuwe woorden te leren omdat hij het niet leuk vindt als anderen, vooral volwassenen, ze uitleggen aan hem te proberen.
Keer op keer kijkt hij in zijn woordenboek, dat hij altijd bij zich heeft, vaak midden in een gesprek, om de betekenis te achterhalen van termen die hem onbekend zijn. De nieuwsgierige jongen komt er ook achter waarom zijn vader Gossamer minachtend flikker noemt. Als het huwelijk verslechtert, verhuist Billy en laat Frannie alleen achter met Tate. De moeder komt hierdoor in een lastig parket, omdat haar baas Phyllis, de eigenaresse van een bruidswinkel waarin Frannie werkt, haar volledige inzet eist. Dus zet ze haar zoon vaak bij Gossamer en haar vader.

## Rolverdeling
| Acteur               | Personage |
| -------------------- | --------- |
| Jackson Robert Scott | Tate      |
| Alexandra Grey       | Gossamer  |
| Sprague Grayden      | Frannie   |
| Shane West           | Billy     |
| Ethan Suplee         | Jimbo     |
| Franklin Ojeda Smith | Edward    |
| Yeardley Smith       | Phyllis   |

## Productie
De opnames begonnen op 15 november 2018. De opnames vonden onder meer plaats in Baton Rouge. In januari 2019 werd bekend dat Shane West zijn scènes in de film voltooide. Yeardley Smith bevestigde in een interview met Forbes in maart 2019 dat de film in de postproductie-fase zit.

## Release
De film ging in première op 15 augustus 2020 op het Filmfestival van Bentonville. De film verscheen op 16 maart 2021 op de Roze Filmdagen.

## Prijzen en nominaties
| Jaar | Prijs                              | Categorie                                                              | Genomineerde(n)      | Uitslag  |
| ---- | ---------------------------------- | ---------------------------------------------------------------------- | -------------------- | -------- |
| 2020 | Out on Film                        | Beste actrice (juryprijs)                                              | Alexandra Gray       | Gewonnen |
| 2021 | Kingston Reelout Film Festival     | Uitstekende leadprestaties (Kim Renders Outstanding Performance Award) | Jackson Robert Scott | Gewonnen |
| 2021 | Oxford International Film Festival | Buitengewone prestatie (eervolle vermelding)                           | Alexandra Gray       | Gewonnen |
| 2021 | Oxford International Film Festival | Lisa Blount acteerprijs (actrice)                                      | Alexandra Gray       | Gewonnen |